# Аббатство Фарфа
Аббатство Фарфа (итал. Abbazia di Farfa) — бенедиктинское территориальное аббатство, расположенное в Сабине, примерно в 60 км к северу от Рима, на территории коммуны Фара-ин-Сабина (Лацио, Италия), где образует отдельную фракцию (frazione).
Основанный, по преданию, в VI веке монахом восточного происхождения Лоренцо Сирийцем, монастырь был разрушен при нашествии лангобардов, но восстановлен около 680 года пилигримом Томмазо ди Морьенна после возвращения из Святой земли. Уже в VIII веке благодаря покровительству герцогов Сполето и лангобардских королей, а также массовому притоку монахов из Галлии, аббатство превратилось в один из важнейших духовных и политических центров центральной Италии.
В IX веке Фарфа достигла апогея влияния и богатства, обладая обширными земельными владениями и тесными связями с франкской монархией. В 775 году Карл Великий даровал монастырю привилегию defensio imperialis — первую в Италии, освободившую его от вмешательства светской и церковной власти.
Благодаря этим связям и поддержке империи Фарфа стала одним из самых богатых и влиятельных монастырей Италии, наряду с Монтекассинои Нонантолой, что отмечается как в источниках, так и в современной историографии.
В 2016 году аббатство было включено в предварительный список объектов Всемирного наследия ЮНЕСКО как часть «культурного ландшафта бенедиктинских поселений в средневековой Италии».

## История

### Ранняя история и легенды
Согласно преданию, изложенному в Chronicon Farfense XII века, основание монастыря в Фарфе относят ко временам императоров Юлиана или Грациана. Основателем считается Лаврентий Просветитель (Laurentius illuminator), монах сирийского происхождения, прибывший в Рим вместе со своей сестрой Сусанной и сподвижниками. Предание гласит, что он был избран епископом Сабины, но отказался от сана ради жизни в уединении.
Место для монастыря он якобы избрал на склоне горы над ручьём Фарфа, притоком Тибра. Археологические исследования подтверждают наличие на этом месте римского святилища на террасированном склоне горы Монте Акуциано (ныне Монте Сан-Мартино). Раскопки, начатые в 1888 году и продолженные в XX веке, выявили остатки античного сооружения и основания возможного оратория VI века, предположительно использовавшегося ранней монашеской общиной.
Современные исторические исследования позволяют критически переосмыслить легенду о Лаврентии. Некоторые исследователи отождествляют его с одноимённым епископом Форум Новума (совр. Весковио), упомянутым в документах времён папы Григория Великого (590—604). Это позволяет датировать появление монашеского центра в Фарфе периодом между 560 и 592 годами.
Монастырь был разрушен вскоре после основания — вероятно, в 592 году, когда Сабина подверглась разорению со стороны лангобардов под предводительством Ариульфа, герцога Сполето. После этого территория была покинута на более чем столетие. Лишь в конце VII века монашеская жизнь в Фарфе возродилась усилиями пилигрима Томмазо ди Морьенна, вернувшегося из Святой Земли.

### Возрождение при франкских аббатах
В VII веке по Италии распространилась волна ирландского монашества. Основание около 681 года аббатства Святого Колумбана в Боббио и аббатства Фарфа монахами из Галлии ознаменовало возрождение великой бенедиктинской традиции в Италии. «Строительство монастыря Фарфы» (Constructio Monasterii Farfensis), датируемое приблизительно 857 годом, подробно рассказывает историю основателя аббатства — Фомы из Мориенны. Согласно преданию, Фома совершил паломничество в Иерусалим, где провёл три года. Во время молитвы у Гроба Господня ему явилась Дева Мария и в видении велела вернуться в Италию и восстановить Фарфу. Герцог Сполето Фароальд II, которому также было ниспослано видение, был призван помочь в этом деле. Уже на раннем этапе следы этой легенды появились в связи с основанием тремя дворянами из Беневенто монастыря Святого Викентия на Вольтурно, над которым аббатство Фарфа впоследствии претендовало на юрисдикцию. Фома скончался в 720 году; после его смерти более века Фарфой управляли франкские аббаты.

### Реформы Гуго и расцвет Фарфы
Лангобардские вожди, а затем и Каролинги сумели вывести Фарфу из-под подчинения епископам Риети и обеспечить для монастыря многочисленные привилегии и иммунитеты. Согласно «Хронике Фарфы» (Chronicon Farfense), за исключением аббатства Нонантола, в тот период Фарфа являлась самым важным монастырём в Италии как по мирскому богатству, так и по церковному статусу. В 898 году аббатство было разграблено и сожжено сарацинами.
В период между 930 и 936 годами аббатство Фарфа было восстановлено аббатом Ратфредом. Однако впоследствии он был отравлен двумя монахами — Кампо и Гильдебрандом, которые присвоили богатства монастыря и правили им до тех пор, пока Альберик I Сполетский, принц римлян, не призвал для реформирования Фарфы и других монастырей Римского герцогства Одо из Клюни. Кампо был изгнан, а его место занял святой монах с меровингским именем Дагиберт. Однако спустя пять лет он также погиб от отравления, и нравственное состояние монастыря вновь оказалось в упадке: монахи разграбили алтари, лишив их украшений, и вели распутную жизнь.
Благодаря защите императора Оттона I аббат Иоанн III, рукоположённый около 967 года папой, сумел восстановить в Фарфе некоторое подобие порядка. Однако настоящим реформатором аббатства стал Гуго (998—1010). Его назначение на пост аббата не обошлось без симонии, но успех его управления в значительной степени компенсировал этот недостаток. По его приглашению аббаты Одила из Клюни и Вильгельм Дижонский посетили Фарфу и возродили там дух благочестия и стремление к учёности.
Составленные около 1010 года под руководством настоятеля Гвидо, преемника Гуго Фарфского, ''Consuetudines Farfenses'' («Обычаи Фарфы») свидетельствуют о той заботе, с которой Гуго организовал монашескую жизнь в аббатстве. Сам Гуго написал хронику под названием ''Destructio Monasterii'' («Разорение монастыря»), в которой изложил историю тяжёлого периода, предшествовавшего его управлению; а также труды ''Diminutio Monasterii'' («Упадок монастыря») и ''Querimonium'' («Жалоба»), где он описывает материальные трудности, постигшие Фарфу из-за притязаний мелких римских сеньоров. Эти произведения имеют большое значение для историков эпохи.
Один из преемников Гуго, Берард I, настоятель с 1049 по 1089 год, превратил аббатство в важный центр интеллектуальной жизни. Монах Григорий из Катино (род. 1060) систематизировал архивы. Для обоснования притязаний Фарфы и прав её монахов он составил Regesto di Farfa, или Liber Gemniagraphus sive Cleronomialis ecclesiæ Farfensis, включающий 1324 документа, чрезвычайно важных для изучения итальянского общества XI века.
В 1103 году Григорий написал Largitorium (или Liber Notarius sive emphiteuticus) — обширный реестр пожалований и дарственных актов, выданных монастырём своим арендаторам. На основе собранных материалов он начал работу над историей аббатства — Chronicon Farfense. В возрасте 70 лет, чтобы облегчить навигацию по своим трудам, он составил нечто вроде указателя, назвав его Liber Floriger Chartarum cenobii Farfensis. Григорий был выдающимся учёным своего времени, примечательным тем, что ещё в XI веке писал исторические труды с точностью, глубиной анализа и богатством фактического материала.
К моменту расцвета монахи Фарфы владели 683 церквями и монастырями; двумя городами — Чентумчелле (ныне Чивитавеккья) и Алатри; 132 замками; 16 укреплениями; 7 морскими портами; 8 соляными шахтами; 14 деревнями; 82 мельницами и 315 селениями.

### Упадок и секуляризация
Однако это богатство вновь стало препятствием для духовной жизни. В 1119-1125 годах в Фарфе разгорелся конфликт между настоятелем Гвидо и монахом Берардом, стремившимся занять его место. Во время спора об инвеституре аббатство, в целом, склонялось к стороне гибеллинов. Монахи составили Orthodoxa defensio imperialis — манифест в поддержку имперской партии. Примечательно, что в сборнике канонических текстов Regesto намеренно опущены ссылки на постановления реформаторских пап XI века.
Однако после победы папства над последними Гогенштауфенами и прекращения германского влияния в Италии в 1262 году, аббатство Фарфа искало покровительства у папы Урбана IV. В конце XIV века аббатство стало коммендой кардинала, а с 1842 года титул аббата Фарфы носит кардинал-епископ Сабины — один из субурбикарных епископов Римской курии.
Семейство Орсини владело аббатством до начала XVI века и освятило монастырский собор в 1494 году. Затем управление перешло к Делла Ровере, но Орсини вскоре вернулись и оставались при монастыре до 1542 года. Позднее монастырь перешёл к семейству Фарнезе. Кардинал Рануччо Фарнезе, аббат-коммендатор в 1561 году, заказал фламандскому художнику Хендрику ван ден Бруку большое полотно «Страшный суд» для аббатства. При управлении его брата, кардинала Алессандро Фарнезе, в 1567 году аббатство было включено в Касси́нскую конгрегацию. Несмотря на отдельные реставрации и новые постройки, в течение последующих двух столетий Фарфа постепенно теряла своё значение. Монастырь был упразднён в 1798 году, а затем вновь в 1861 году, после образования Королевства Италия.
Часть монастырских владений была продана частным лицам. Предыдущим владельцем аббатства был Феличе Джакомо Витале — известный адвокат в Риме рубежа XIX—XX веков, также владелец виллы Витале на улице Виа деи Гракки. Его преемник, граф Вольпи, получил монастырь в наследство, а затем его потомки пожертвовали часть построек и прилегающих земель монахам. В 1920 году группа монахов, направленная Альфредо Илдефонсо Шустером, тогдашним аббатом монастыря святого Павла за стенами, возродила монашескую общину в Фарфе. Аббатство было объявлено национальным памятником, однако восстановительные работы начались лишь спустя значительное время.

## Собор

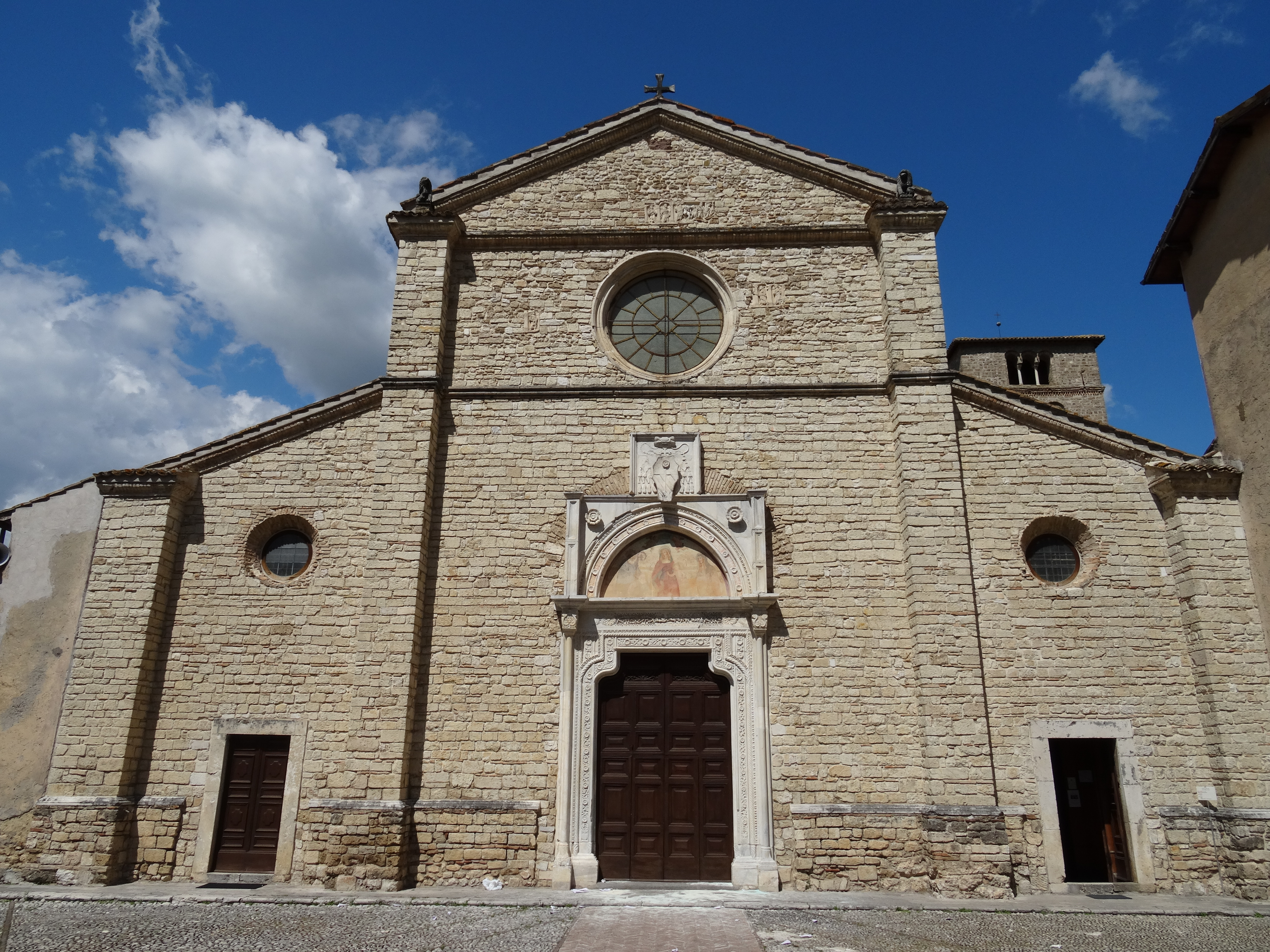
Фасад церкви

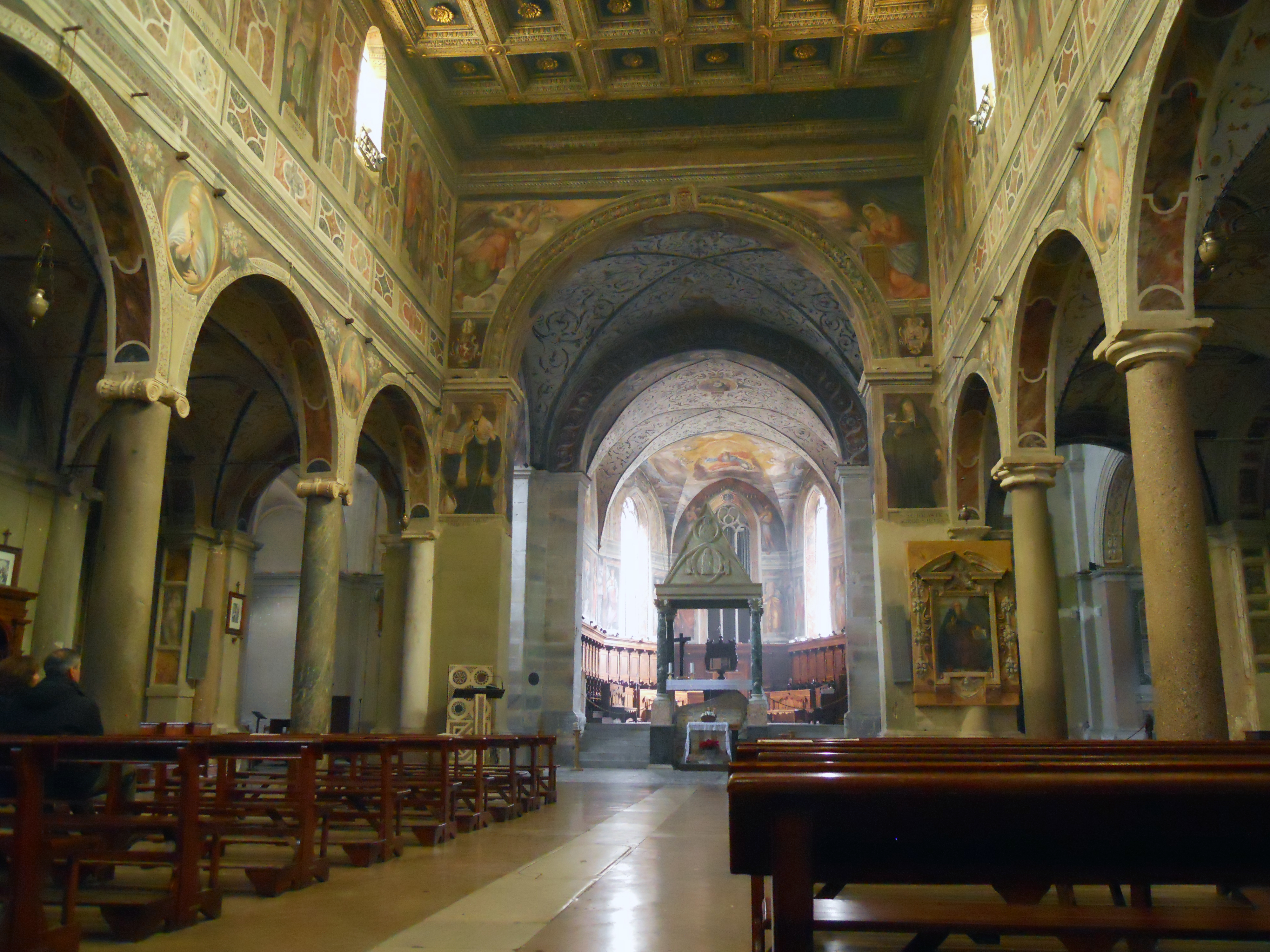
Интерьер церкви

Собор отличается массивным романским порталом с великолепными растительными фризами. Внутри он имеет три нефa, при этом центральный неф увенчан люнетом с изображением Девы Марии с Младенцем. В ренессансном зале располагаются несколько часовен; в часовне Распятия находится наиболее почитаемый образ Фарфы. На внутренней стене фасада размещено большое полотно «Страшный суд» (1571) работы фламандского художника Хендрика ван ден Брука.
Руины древнего храма IX века включены в современную церковь и монастырь. В 1961 году в апсиде был обнаружен ценный римский саркофаг I или II века н. э. Большой клуатр датируется XVI веком. Колокольня относится к оригинальным зданиям каролингской эпохи. В нижней её части по приказу аббата Сихарда было устроено ораторий.

## Список аббатов
1. Фома из Мориенны (680/700 — ок. 720)
2. Онеперт (720–724)
3. Луцерий (724–740)
4. Фулькоальд Фарфский (740–759)
5. Вандельберт Фарфский (ок. 759–761)
6. Алан Фарфский (до 769)
7. Гикперт (769–770)
8. Пробат (770–781)
9. Рагамбальд (781–786)
10. Альтперт (786–790)
11. Мауроальд (790–802)
12. Бенедикт Фарфский (802–815)
13. Ингоальд (815–830)
14. Сихард (ок. 830–842)
15. Гильдерик Фарфский (844–857)
16. Пертон (857–872)
17. Иоанн I Фарфский (872–881)
18. Ансельм Фарфский (881–883)
19. Теуто (883 — ок. 888)
20. Нордеперт (ок. 888)
21. Спенто (ок. 888)
22. Виталий Фарфский (ок. 889)
23. Пётр Фарфский (ок. 890 — ок. 919)
24. Римо Фарфский (ок. 920–930)
25. Ратфред (930–936)
26. Гильдебранд Фарфский (936–943/947)
27. Кампо Фарфский (936–943/947)
28. Дагиберт Фарфский (943/947–952)
29. Иоанн III Фарфский (с 967)
30. Гуго Фарфский (998–1039)
31. Берард I (до 1089)
32. Берард II (до 1099)
33. Оддо Фарфский (1099)

### Аббаты-коммендатории
- Франческо Томачелли (1400–1406)
- Франческо Витербезе (1406–1414)
- Джордано Орсини (1420–1437)
- Джованни Орсини (1437–1476)
- Латино Орсини (1476)
- Косимо Орсини (1476–1481)
- Баттиста Орсини (1482–1504)
- Галеотто Франчотто делла Ровере (1505–1513)
- Джованни Джордано Орсини (1513–1517)
- Наполеоне Орсини (1517–1530)
- Франческо Орсини (1530–1546)
- Рануччо Фарнезе (1546–1564)
- Алессандро Фарнезе (1564–1573)
- (интеррегнум)
- Алессандро Перетти ди Монтальто (1591–1623)
- Франческо Орсини (1623–1627)
- Франческо Барберини (1627–1666)
- Карло Барберини (1666–?)

## Посёлок

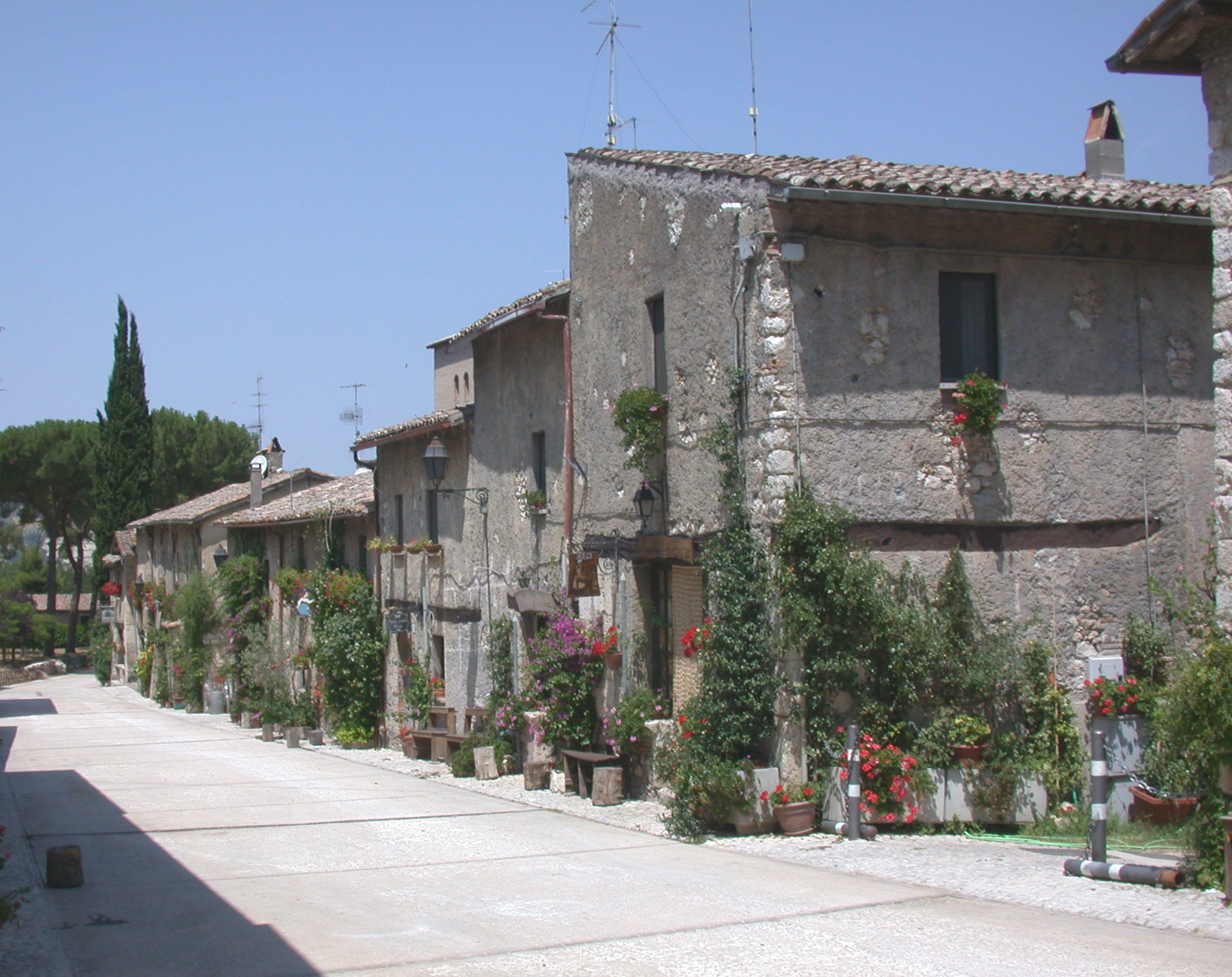
Некоторые дома посёлка

Небольшой средневековый посёлок Фарфа располагается вокруг аббатства. По состоянию на последнее обновление численность населения составляла 42 человека.

## Транспорт
Ближайшая железнодорожная станция — Fara Sabina-Montelibretti, расположенная в районе Пассо Корезе, примерно в 10 км от аббатства. Станция входит в состав римской пригородной железнодорожной линии FL1 Orte-Fiumicino.